# Deurne
Deurne é um município dos Países Baixos, situado na província de Brabante do Norte. Tem 118,36 km² de área e sua população em 2020 foi estimada em 32.466 habitantes.